# Leucorchestris kochi
Leucorchestris kochi är en spindelart som beskrevs av Lawrence 1965. Leucorchestris kochi ingår i släktet Leucorchestris och familjen jättekrabbspindlar.
Artens utbredningsområde är Namibia. Inga underarter finns listade i Catalogue of Life.